# Estadero (Región Caribe de Colombia)

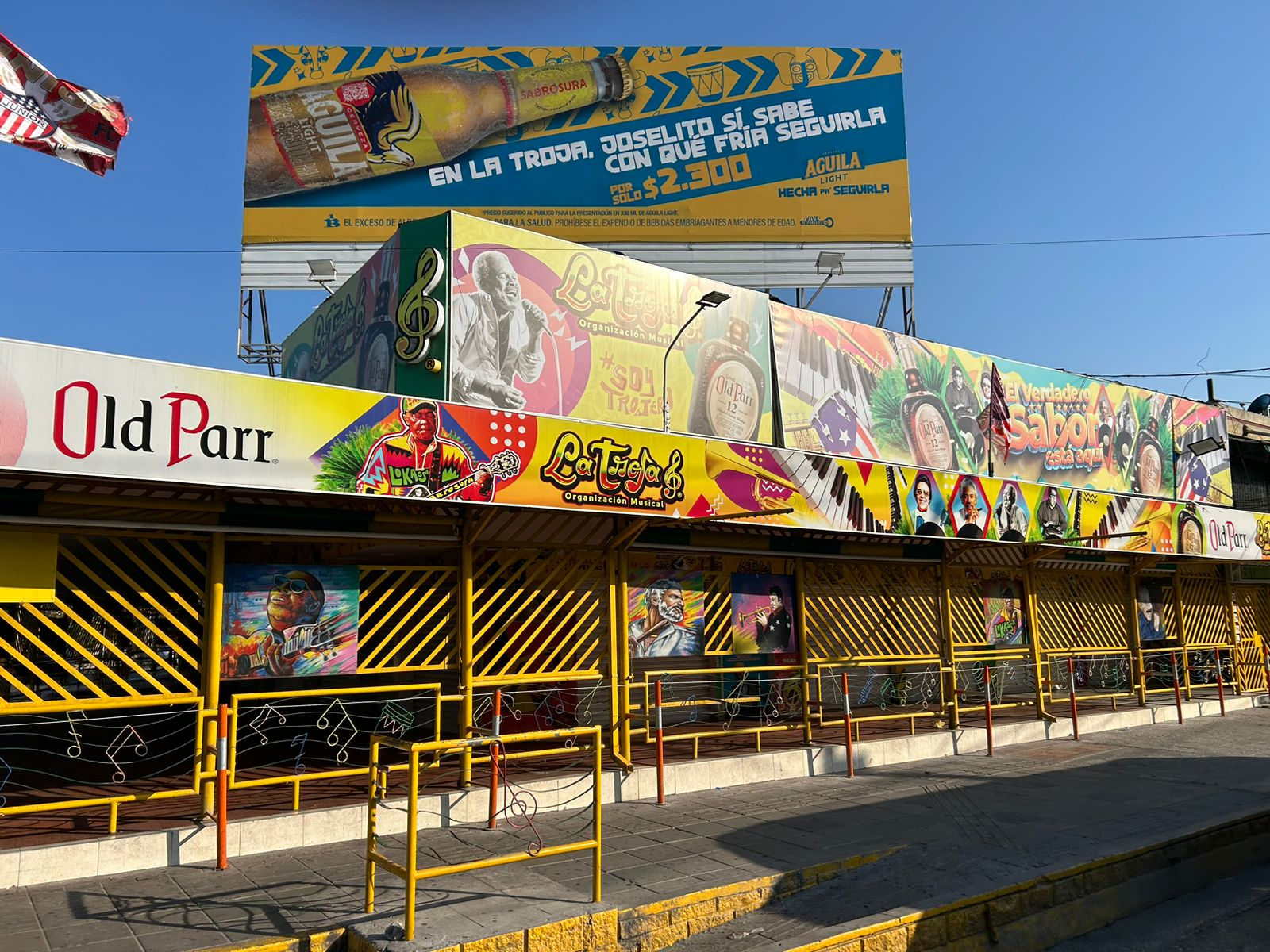
Estadero La Troja, Barranquilla

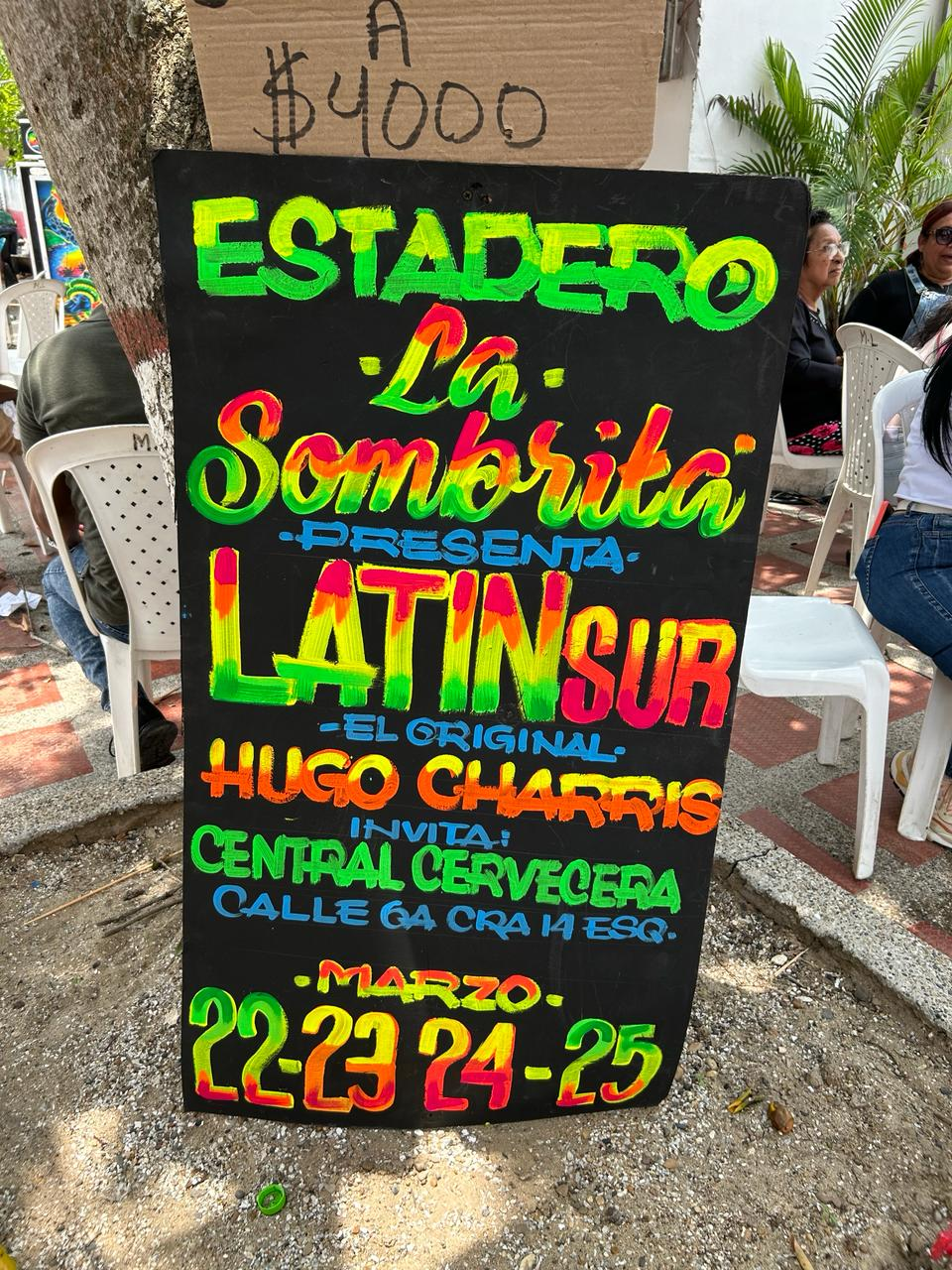
Anuncio invitando al estadero "La Sombrita" animado por el picó Latin Sur

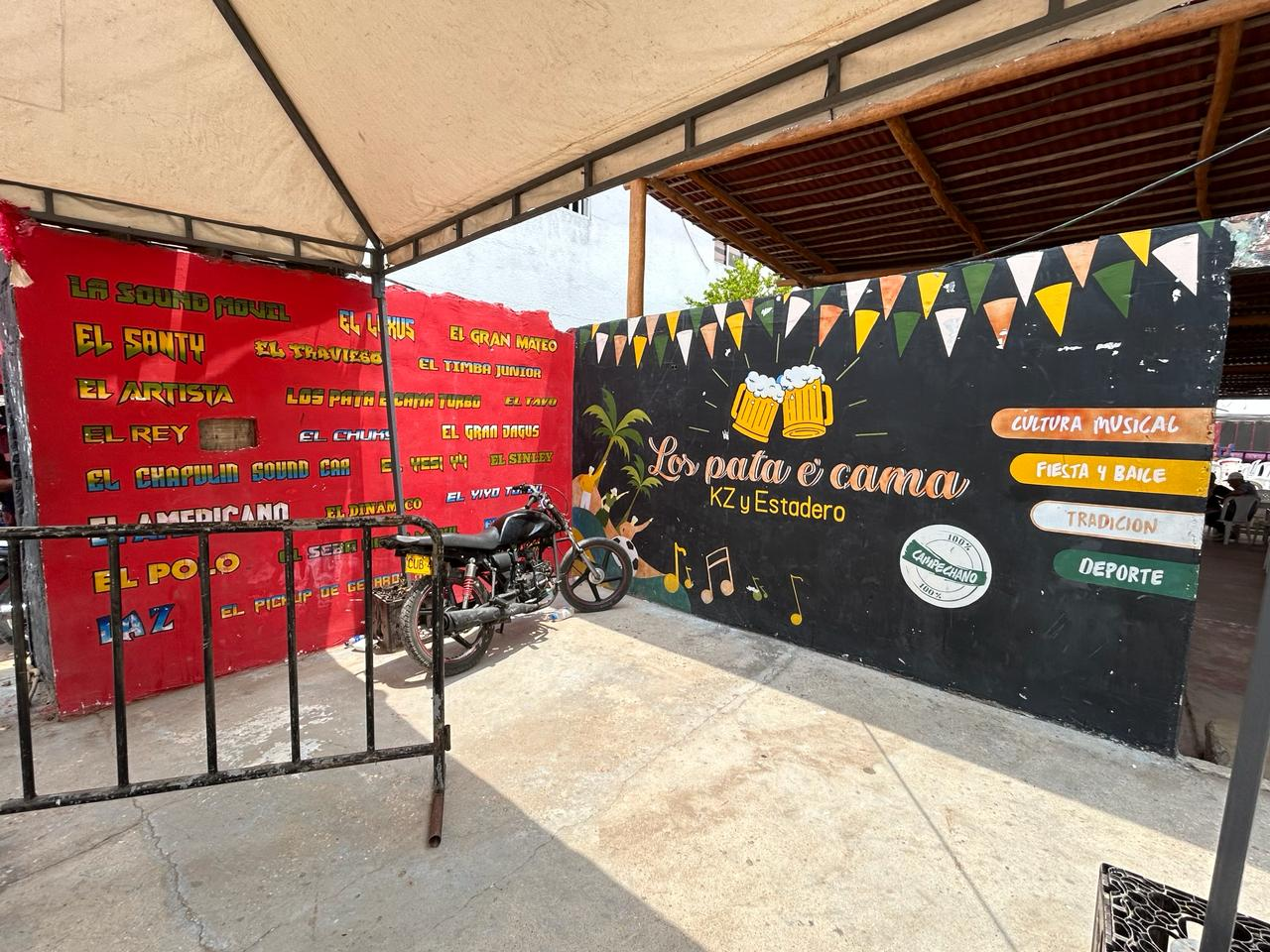
Fachada del estadero y caseta "Los pata 'e cama", Campeche, Atlántico

Un estadero es un establecimiento comercial abierto propio de la Región Caribe de Colombia donde se escucha música a alto volumen, tradicionalmente salsa, música africana y champeta, se consume alcohol y se baila. Los estaderos son animados por un picó o algún equipo reproductor de sonido. En ocasiones se realizan competencias musicales y de baile, y se presentan cantantes, grupos musicales y artistas en vivo. Algunos bailadores se ganan la vida haciendo presentaciones en estaderos. Es similar a un bar, cantina o taberna.
Algunos estaderos combinan otros negocios como billares. Algunos de los estaderos más reconocidos de Barranquilla son La Troja, La Estación, La Cien, El Gran Rey, El Ipacaraí, La Casita de Paja, El Taboga, La Charanga, Los Recuerdos de ella, entre otros.